# Ashley Torres
Ashley Torres (15 settembre 1985) è un calciatore beliziano, attaccante del Placencia Assassins.

## Carriera

### Nazionale
Debutta in Nazionale il 18 gennaio 2013, in Costa Rica-Belize (1-0). Ha collezionato in totale, con la maglia della Nazionale, 6 presenze.

## Statistiche

### Cronologia presenze e reti in Nazionale
| Cronologia completa delle presenze e delle reti in nazionale ― Belize | Cronologia completa delle presenze e delle reti in nazionale ― Belize | Cronologia completa delle presenze e delle reti in nazionale ― Belize | Cronologia completa delle presenze e delle reti in nazionale ― Belize | Cronologia completa delle presenze e delle reti in nazionale ― Belize | Cronologia completa delle presenze e delle reti in nazionale ― Belize | Cronologia completa delle presenze e delle reti in nazionale ― Belize | Cronologia completa delle presenze e delle reti in nazionale ― Belize |
| Data                                                                  | Città                                                                 | In casa                                                               | Risultato                                                             | Ospiti                                                                | Competizione                                                          | Reti                                                                  | Note                                                                  |
| --------------------------------------------------------------------- | --------------------------------------------------------------------- | --------------------------------------------------------------------- | --------------------------------------------------------------------- | --------------------------------------------------------------------- | --------------------------------------------------------------------- | --------------------------------------------------------------------- | --------------------------------------------------------------------- |
| 18-1-2013                                                             | San José                                                              | Costa Rica                                                            | 1 – 0                                                                 | Belize                                                                | Qual. Gold Cup 2013                                                   | -                                                                     |                                                                       |
| 20-1-2013                                                             | San José                                                              | Belize                                                                | 0 – 0                                                                 | Guatemala                                                             | Qual. Gold Cup 2013                                                   | -                                                                     |                                                                       |
| 22-1-2013                                                             | San José                                                              | Nicaragua                                                             | 1 – 2                                                                 | Belize                                                                | Qual. Gold Cup 2013                                                   | -                                                                     | 49’                                                                   |
| 25-1-2013                                                             | San José                                                              | Honduras                                                              | 1 – 0                                                                 | Belize                                                                | Qual. Gold Cup 2013                                                   | -                                                                     | 38’                                                                   |
| 11-6-2013                                                             | Antigua Guatemala                                                     | Guatemala                                                             | 0 – 0                                                                 | Belize                                                                | Amichevole                                                            | -                                                                     | 46’                                                                   |
| 9-7-2013                                                              | Portland                                                              | Stati Uniti                                                           | 6 – 1                                                                 | Belize                                                                | Gold Cup 2013                                                         | -                                                                     | 77’                                                                   |
| Totale                                                                |                                                                       | Presenze                                                              | 6                                                                     |                                                                       | Reti                                                                  | 0                                                                     |                                                                       |